# 龍雲寺 (札幌市)
龍雲寺（りゅううんじ）は北海道札幌市北区篠路5条10丁目10-21にある浄土宗の寺院。

## 歴史
篠路の開拓に活躍した荒井金助の長男・好太郎の妻ナツは、1872年（明治5年）に開拓使から200円を借りて家を建て、荒井家の菩提を弔うための寺とした。その後、1886年（明治19年）にナツが自宅を寄付することで、寺号を公称されることになった。
1984年（昭和59年）、北海道庁からの依頼により本堂が寄贈され、1986年（昭和61年）4月に北海道開拓の村へと移築復元された。なお、寺の新本堂は1984年10月に完成している。

## 文化財
境内には北区歴史と文化の八十八選のうち、「4.農村文化発祥の道〈太平・篠路コース〉」に属する3つの文化財がある。
76.龍雲寺の馬頭観世音
開拓に従事した農耕馬を称えて建てられた。
77.荒井金助と早山清太郎ゆかりの地
篠路開拓で中心的な役割を果たした荒井金助・早山清太郎両名の墓。さっぽろ・ふるさと文化百選No.056としても選定されている。
当初の荒井金助の墓は木製の祠で、ナツの実家・佐藤家の横にあった。1902年（明治35年）に石製の墓碑へと更新され、1960年（昭和40年）の佐藤家の転出に際して龍雲寺へと移された。
78.龍雲寺のイチョウ
明治初期の入植者である鋤柄松太郎が、新天地開拓の記念に植えた。樹齢100年を越える。
札幌市北区で唯一、北海道自然環境等保全条例の記念保護樹木に指定されている。

## ギャラリー

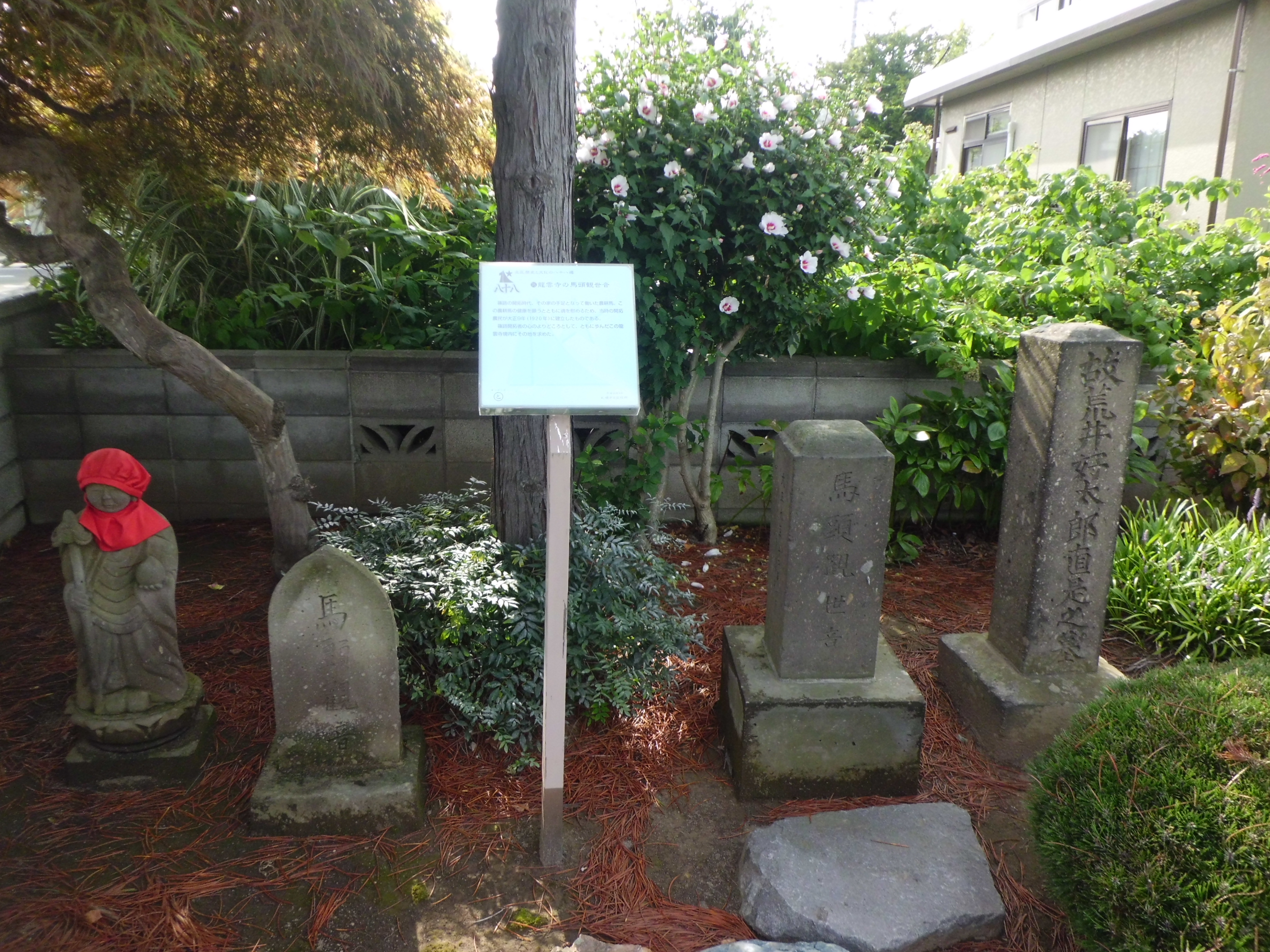
馬頭観世音
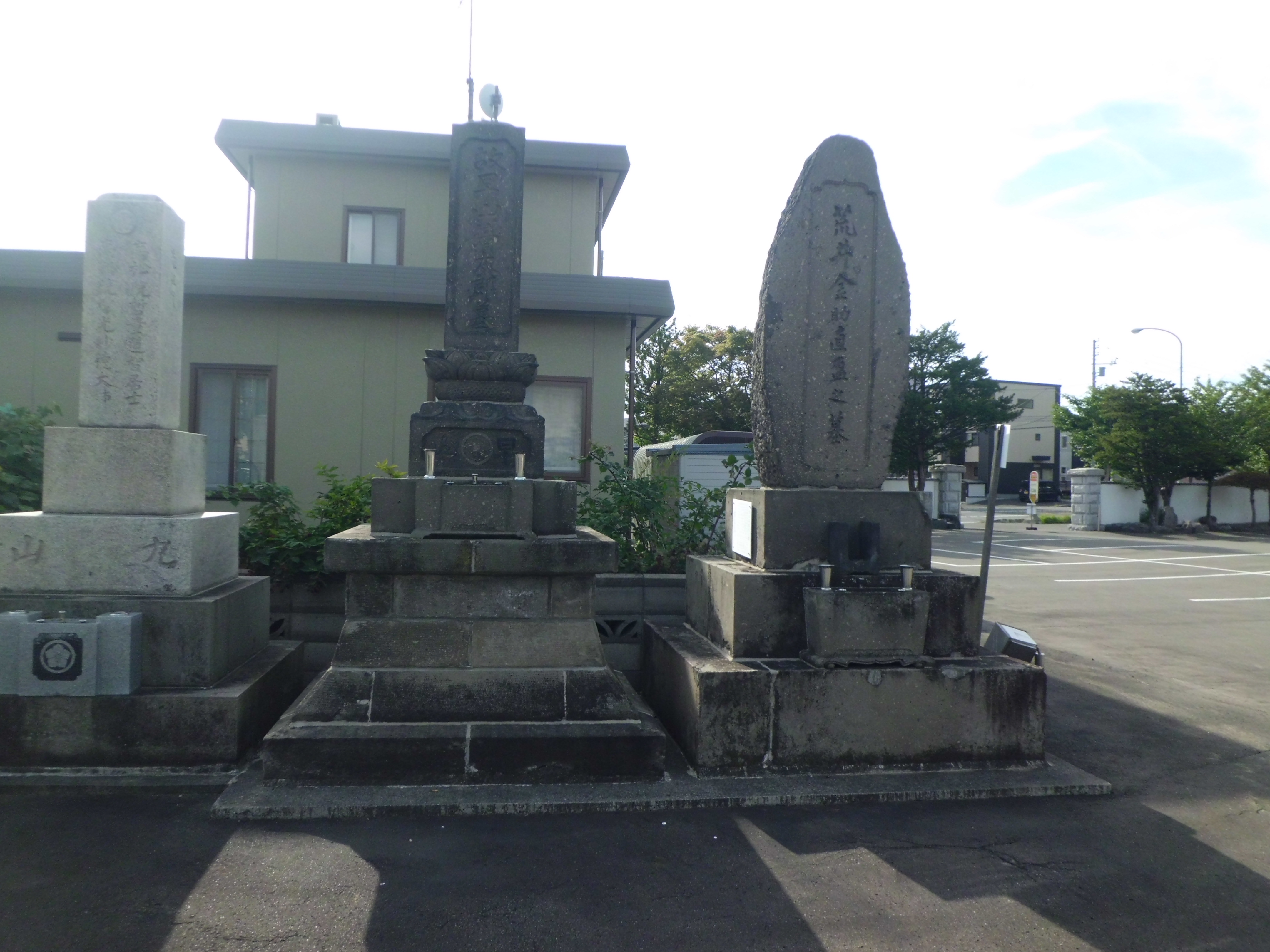
荒井金助・早山清太郎の墓